# Oreobates simmonsi
Oreobates simmonsi är en groddjursart som först beskrevs av Lynch 1974.  Oreobates simmonsi ingår i släktet Oreobates och familjen Strabomantidae. IUCN kategoriserar arten globalt som sårbar. Inga underarter finns listade i Catalogue of Life.